# VRC VI
VRC VI（Virtual Rom Controller 6) 是科樂美（后科樂美數位娛樂分社）於1989年开发的红白机用ROM存储器控制集成电路，也兼用做音源集成电路（LSI)。
科樂美後推出了VRC VI的派生版芯片VRC VII (Virtual Rom Controller 7)。

## VRC VI

### 功能
- 让主程序ROM和素材ROM的存储器切换（日语：バンク切り換え）成为可能。
- 声音输出：8比特数字输出（矩形波 2ch + 锯齿波 1ch） - 在检测到光栅图位置后，发生IRQ中斷。
- 电路封装：48Pin DIP - 从封装和表面的印刷、文字形状、批号管理（日语：ロット管理）的编号等来推断，大概是东芝制造的。

### 音源部分
- 矩形波(2ch) : FC的音源有4种占空比，而VRC VI有8种(1:15到1:1)。
- 锯齿波(1ch) : 声音输出是数字输出，ROM卡带内实装的是R-2R式的梯形电阻数模转换器，其经由FC卡带插槽的外部声音输入端子和FC内部的FC内置音源的声音混合后，输出声音。

### 搭载有VRC VI的游戏
- RC845 惡魔城傳說
- RC846 魍魉战记MADARA（日语：魍魎戦記MADARA）
- RC861 世界之梦2 新的战斗（日语：エスパードリーム2 新たなる戦い）

## VRC VII
VRC VII是VRC VI的衍生品。基本功能和VRC VI相同，音源部分是FM音源 （和YM2413（OPLL）类似，6ch）。和OPLL的不同点是，删除了节奏音源，节奏音源未使用时的FM音源的同时发音数也减少到了6音，还将内藏音色参数换乘了自己的参数。寄存器配置则和OPLL的有互换性。

### 搭载VRC VII的游戏
- RC851 拉格朗日点
- RV051 兔宝宝历险记2(仅日版。只使用了存储器切换功能，扩展音源未使用)

## 关联项目
- Virtual Rom Controller (VRC)
  - VRC IV（日语：VRC IV）
- SCC（日语：SCC）